# Sonia Sanoja
Sonia Sanoja (Caracas, Venezuela, 2 de abril de 1932-ibídem, 26 de marzo de 2017) fue una bailarina, maestra, coreógrafa y poeta venezolana, pionera de la actividad dancística de su país en los años 1940, en particular en la danza contemporánea.

## Carrera
En 1946 Sanoja comenzó sus estudios en la Cátedra de Ballet del Liceo Andrés Bello, fundada pocos meses antes por los bailarines argentinos Hery y Luz Thomson y los irlandeses David y Eva Grey, procedentes de la compañía de los Ballets Rusos del coronel de Basil, que se asentaron en Venezuela huyendo de la difícil posguerra europea.
En 1953, Sanoja entró en el Teatro de la Danza de Grishka Holguín, con el que comenzó el movimiento dancístico contemporáneo venezolano; posteriormente, se fue a estudiar a Francia. Al regresar a Venezuela, en 1961, creó junto a Grishka Holguín la Fundación de la Danza Contemporánea, fue una plataforma para el desarrollo de la recién nacida danza contemporánea nacional, y su asociación con el Museo de Bellas Artes de Caracas sirvió como proceso de integración con otras artes. Posteriormente, en 1971, fundó la Compañía de Arte Coreográfico Sonia Sanoja. Creó el proyecto Danza Contemporánea de Venezuela que, junto al Teatro de la Danza Contemporánea, bajo la dirección de Grishka Holguín, presentó una visión diversificada de la danza contemporánea y dio pie para el surgimiento de otras alternativas experimentales.
Estudió Filosofía en la Universidad Central de Venezuela. Recibió el Premio Nacional de Danza de Venezuela en 1998 por su carrera artística y sus aportes a la danza nacional.
En 2015, la Universidad Nacional Experimental de las Artes de Venezuela le rindió un homenaje. En 2016 regresó a los escenarios con el proyecto Amor amargo, del coreógrafo venezolano Leyson Ponce, obra inspirada en La hora menguada de Rómulo Gallegos; allí compartió escenario con su gran amiga Graciela Henríquez, también bailarina y pionera de la danza venezolana.
Falleció después de una larga lucha contra el cáncer.

## Obra

### Libros
- 1963: Duraciones visuales[9]
- 1971: A través de la danza[9]
- 1992: Bajo el signo de la danza[9]

## Premios y reconocimientos
- 1998: Premio Nacional de Danza de Venezuela